# Grinnell System
Le Grinnell System, surnommé The System, est un système de jeu de basket-ball ultra offensif basé sur une formule mathématique développée par des mathématiciens de l'université de Grinnell en Iowa. Mise en place par l'entraîneur David Arseneault (en), elle se base également sur le travail de l'entraîneur Paul Westhead de l'université Loyola Marymount.
Le Grinnell System dit que l'équipe est assurée de victoire si elle prend au moins 90 tirs, 50 % de ceux-ci étant des tirs à trois points, qu'elle récupère le rebond sur 33 % de ses tentatives manquées et qu'elle prend 25 shoots de plus que son adversaire. 
Ce système a donné lieu à des totaux de points très élevés, Jack Taylor marquant par exemple 138 points en un seul match (record NCAA) durant la saison 2012-2013.
Le fils de l'entraîneur de Grinnell a été recruté par les Reno Bighors, franchise de D-League (ligue NBA mineure) pour appliquer ce système à une équipe professionnelle. Les résultats sont pour le moment[Quand ?] mitigés.